# Travis Taylor
Travis Taylor (Condado de Union (Nueva Jersey), 25 de abril de 1990) es un baloncestista estadounidense que pertenece a la plantilla del Blu Basket 1971 de la Serie A2 italiana. Con 2,03 metros de estatura, juega en la posición de ala-pívot. 

## Trayectoria deportiva

### Universidad
Comenzó su andadura universitaria en el Monmouth Hawks , donde jugó dos temporadas de 2008 a 2010 y otras dos temporadas en los Xavier Musketeers de 2011 a 2013. Tras no ser elegido en el Draft de la NBA de 2013, debutó como profesional en las filas del UBC Güssing Knights austríaco. Más tarde, jugaría en Francia, Hungría, Suiza y Bulgaria.
En julio de 2018, firma con el equipo alemán del Basketball Lowen Braunschweig de la Basketball Bundesliga.
El 1 de diciembre de 2018, se compromete con el Bandirma Kirmizi de la Türkiye Basketbol 1. Ligi.

Para la Temporada 2019-20 jugó en la Liga Húngara con el BC Körmend.